# Hans Feldmeier

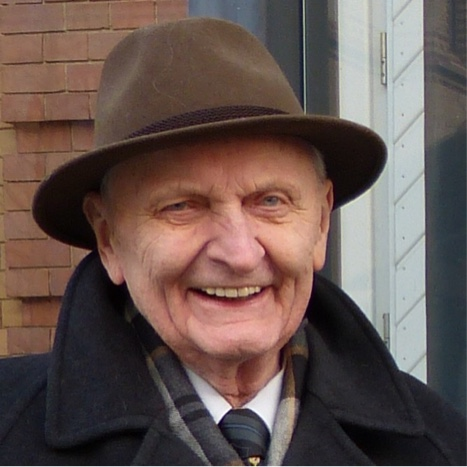
Hans Feldmeier (2021)

Hans Feldmeier (* 24. Juli 1924 in Hannover) ist ein deutscher Apotheker. Er gilt als Zeitzeuge deutscher Apothekengeschichte.

## Leben und Wirken
Hans Feldmeier ist der Sohn eines promovierten Chemikers. Er studierte von 1948 bis 1952 Pharmazie an der Universität Rostock, Staatsexamen 1950, Promotion 1953.
Feldmeier wurde 1953 an der Universität Rostock mit seiner Dissertation „Über die Darstellung einiger Amine der Chinolinreihe und ihre Carboxylasewirkung auf α-Ketosäuren“ promoviert. Die Arbeiten dazu führte er unter der Betreuung von Wolfgang Langenbeck am Rostocker Institut für Katalyseforschung durch. Er war ab 1954 Leiter der St.-Georg-Apotheke in Rostock, ab 1961 Kreisapotheker des Stadt- und Landkreises Rostock und damit für die Patientenversorgung aller Apotheken des Kreises verantwortlich. In der Zeit von 1960 bis 1984 hatte er die Funktion des Bezirksberatungsapothekers der Sozialversicherung inne. 1985 bis 1989 war er Direktor des Pharmazeutischen Zentrums Rostock. Er erhielt den Ehrentitel Oberpharmazierat in der DDR und ist Mitbegründer und ehemaliger Sekretär der Scheele-Gesellschaft, der Landesgruppe Mecklenburg-Vorpommern der Deutschen Pharmazeutischen Gesellschaft (DPhG). Er war mehrere Jahre Mitglied des Vorstandes der „Medizinischen Gesellschaft Rostock“. Er arbeitete in verschiedenen Gremien mit, darunter in der Arzneibuchkommission.
Von besonderer Bedeutung war Feldmeiers Engagement für die Beratungstätigkeit in den Apotheken der DDR. Sein Vortrag „Das Fachgespräch in der Apotheke“ auf der Tagung der Scheele-Gesellschaft 1977, die unter dem Thema „Apotheker und Patient“ stand, fand lebhafte Resonanz.
Feldmeier war Herausgeber der mit seinem Team entworfenen „Rostocker Piktogrammkarten“, die in 80 Prozent der DDR-Apotheken genutzt wurden. Diese Karten enthielten eine übersichtliche Zusammenstellung der Beratungsinhalte für 550 Arzneifertigwaren und Spezialitäten, sie hatten als Weiterentwicklung auf der Rückseite eine Kurzpharmakologie. Die Piktogrammkarten waren sehr geeignet, die Patientengespräche zu qualifizieren. Diese Ideen, die Erarbeitung von Informationskomprimaten für die Beratung, die auf den tschechischen Hochschullehrer Vladimir Smečka zurückgehen, wurden später in mehreren Publikationen fortgesetzt. Auch gefördert durch die Informationstechnologie haben derartige Beratungshilfen eine verbreitete Anwendung gefunden.
Seine monatliche – zunächst nur für Rostock gedachte – Arztinformation war in Medizinerkreisen und darüber hinaus wegen ihrer Kürze und Prägnanz 23 Jahre lang sehr geschätzt. Neben Informationen zum Arzneimittelsortiment fanden die „Versorgungslage in Stichworten“ zur Überbrückung von Defekten, tabellarische Übersichten und nicht zuletzt feuilletonistische Extras wie Pharmacia ridens, -criminalistica, -historica, -oeconomica besonderes Interesse. Die beiden Seiten der 1500 Exemplare benötigten eine Druckgenehmigung und den Vermerk „Nur für den Dienstgebrauch“.
Ausführlich schildert Feldmeier die Arzneimittelversorgung zur DDR-Zeit, das Wirken in seinem Umfeld. „Der Kreis Rostock nahm zunehmend eine Vorbildrolle ein, wenn es um die fachliche Arbeit des Apothekers und um die akademische Durchdringung der pharmazeutischen Praxis ging, nicht zuletzt bei der Durchsetzung einer wissenschaftlich begründeten ärztlichen Verordnungsweise und territorialer Rezepturstandards.“
Die „Medaille des Rostocker Apothekenwesens“, eine Auszeichnung für verdienstvolle Pharmazeuten und andere Persönlichkeiten, wurde noch viele Jahre lang – auch nach der Wiedervereinigung – durch ihn persönlich überreicht. Feldmeier publizierte auch über die Entstehungsgeschichte der Ehrenmedaille.
Feldmeier ist verwitwet und hat fünf Kinder. Die Schauspielerin Rita Feldmeier ist seine Tochter.

## Auszeichnungen
Pharmazierat, Oberpharmazierat, Hufeland-Medaille, Banner der Arbeit Stufe 3, Otto-Nuschke-Ehrenzeichen, Verdienter Aktivist, Eintrag im Ehrenbuch der Stadt Rostock, Döbereiner-Medaille, Johannes-Valentin-Medaille, Preis der Pharmazeutischen Gesellschaft (PhG), Fritz-Gietzelt-Medaille, Ehrenmitglied der Deutschen Pharmazeutischen Gesellschaft (DPhG)

## Rezeption
Der Pharmaziehistoriker Christoph Friedrich hebt hervor, dass Feldmeier ohne Frage als einer der engagiertesten praktischen Apotheker der ehemaligen DDR bezeichnet werden muss. Die Schilderungen Feldmeiers waren unter anderem Basis für Friedrichs Buch „Die Entwicklung des Apothekenwesens in der DDR“.
Mediale überregionale Aufmerksamkeit außerhalb der Fachpresse erlangte Feldmeier 2012 mit seinem Befund, dass über 60 Jahre altes Schweineschmalz aus einem CARE-Paket noch genießbar war.